# Stefan Rosenbauer
Stefan Rosenbauer (Biberach an der Riß, Alemanha, 24 de março de 1896 - Rio de Janeiro, 18 de agosto de 1967) foi um esgrimista e fotógrafo alemão e brasileiro, ganhou a medalha de bronze nos Jogos Olímpicos de Verão de 1936 - Berlim - na modalidade florete por equipe masculino.

## Esgrima na Europa e no Brasil
O esgrimista do Fechtclub Hermannia Frankfurt venceu em 1931 e 1932 o campeonato alemão de espada, em 1933 foi campeão de florete e venceu diversos torneios internacionais na Europa. No campeonato mundial semioficial de 1934, em Varsóvia, a equipe alemã com Erwin Casmir, Julius Eisenecker, August Heim e Stefan Rosenbauer ganhou a medalha de bronze no florete atrás das equipes da Itália e França. Nas Olimpíadas de 1936, em Berlin, a equipe alemã de Florete com Otto Adam, Erwin Casmir, Julius Eisenecker, August Heim, Siegfried Lerdon e Stefan Rosenbauer ganhou a medalha de bronze. A equipe da Itália venceu a da França na final tornando-se campeã.
No Brasil defendeu na Esgrima em todas as armas (florete, espada e sabre) de 1939 a 1954 o Fluminense Football Clube ganhando torneios internacionais, individuais e em equipe. Em 1954, já com 58 anos, parou de competir e em 1956 desfilou com os esgrimistas na sede do Fluminense pela última vez empunhando seu florete.

## Atividade fotográfica
Fechou seu estúdio fotográfico em Frankfurt am Main e emigrou para o Brasil em abril de 1939. Tornou-se Brasileiro e foi de 1939 a 1954 campeão de esgrima com a equipe do Fluminense Football Club. Reabriu seu estúdio, especializado em Portrait, na cidade do Rio de Janeiro em 1939, na época capital da República, e o fechou em 1961.
Fez com honra seu exame de fotógrafo na Alemanha ganhando o primeiro premio, concedido pelo Rei da Baviera. Recebeu  em 26 de abril de 1921 o título de Mestre da Arte Fotográficada da Câmara de Comércio regional de Württemberg e Neuburg, tendo assim a possibilidade a ter discípulos, instruindo-os a se tornarem fotógrafos (afim de exercer a profissão de fotógrafo, tinham que apresentar em seus currículos um aprendizado de 3 anos com um mestre de fotografia e passar na prova severa feita pela Corporação de fotógrafos e técnicos de fotografia).
Stefan Rosenbauer chega ao Rio de Janeiro em 1939 e da um enorme avanço à fotografia no Brasil, trazendo as novas técnicas de iluminação fotográfica, o jogo da luz e sombra, e o Portrait-Clássico. Foi co-fundador do ABAF (Associação Brasileira de Arte Fotográfica) e por ser o mais renomado fotógrafo do Rio de Janeiro de sua época, foi convidado pelo fotógrafo Chakib Jabôr a dar força à nova entidade se tornando seu primeiro vice-presidente. Foi anteriormente em 1939 Consultor Técnico no Photo Club Brasileiro, uma das primeiras associações de fotografia no Brasil (Fotoclubismo). Stefan Rosenbauer e inúmeros outros, após a morte de seu diretor, se associam à Sociedade Fluminense de Fotografia. Lá era um importante avaliador nos concursos de fotografias, a quem todos ouviam com grande interesse. Dava ensino aos profissionais e quase todos os fotógrafos de sua época queriam e se orgulhavam de  ter em seu currículo “discípulo” do Estúdio Fotográfico de Stefan Rosenbauer ou pelo menos um “estágio” com o mestre. Muitos fotógrafos sacrificavam suas férias anuais para fazer esta estadia.
Entre outros de seus discípulos, se destacam Joe Heydecker na Alemanha, e Chico Albuquerque e Heinz Förtmann no Brasil.
No XV Salão Anual de Arte Fotográfica no Rio de Janeiro em 1939 apresenta os Portrait de Frei Pedro Sinzig (foto 79), “Avozinha” (foto 80) – sua mãe e Prof. Albert Schweitzer (foto 81).  Foi fotógrafo do Marechal Rondon e seus Portrait saíram em livros, revistas e jornais da época.
Graças a seus trabalhos premiados em grande número de exposições internacionais, e proposta da Sociedade Fluminense de Fotografia, foi agraciado, em 20 de Março de 1957, pela Féderation Internationale de l’Arte Photographique, com sede em Berna na Suíça, com o título daquela instituição, Artiste FIAP(AFIAP) que diz: Em Hommage à ses efforts, à ses travaux, à sa technique dans le domaine de L’art photographique et reconnaissance pour les services éminents qu’il a rendus à la cause de la Photographie. - Berne, 20 Mars 1957 - Le Président: Dr. M. van de Wyer.
Foi o Retratista de portrait de Heitor Villa-Lobos, Rosenbauer, além de ser o fotógrafo de celebridades brasileiras, foi retratista oficial da companhia de teatro Os Artistas Unidos da diretora Henriette Morineau que marcou uma era do teatro nacional, tornado-se fotógrafo de Morineau e realizando lindíssimos Portrait de todos artistas que lá atuavam.
Carlos Drummond de Andrade escreveu em sua coluna no jornal Correio da Manha em 27 de agosto de 1967 um belíssimo epitáfio sobre Stefan Rosenbauer avaliando tambem seu trabalho: „Sua galeria de retratos brasileiros ficara como um documentário qualificado de nossa sociedade, com valor artístico e psicológico, marcado por aquela distinção e refinamento que Rosenbauer sabia impor à câmera“.